# Wangs
Wangs är en ort i kommunen Vilters-Wangs i kantonen Sankt Gallen, Schweiz. 